# Ronald Curchod
Vous pouvez aider à l'améliorer ou bien discuter des problèmes sur sa page de discussion.
- Il ne cite pas suffisamment ses sources. Vous pouvez indiquer les passages à sourcer avec {{référence nécessaire}} ou {{Référence souhaitée}}, et inclure les références utiles en les liant aux notes de bas de page. (Marqué depuis août 2014)
- Il contient une ou plusieurs listes. Le texte gagnerait à être rédigé sous la forme d’un ou plusieurs paragraphes synthétiques, afin d’être plus agréable à lire. (Marqué depuis janvier 2017)

- Archive Wikiwix
- Bing
- Cairn
- DuckDuckGo
- E. Universalis
- Gallica
- Google
- G. Books
- G. News
- G. Scholar
- Persée
- Qwant
- (zh) Baidu
- (ru) Yandex
- (wd) trouver des œuvres sur Wikidata

Ronald Curchod, né en 1954 à Lausanne, en Suisse, est un peintre-affichiste. Il part pour la France, en 1975, puis, en 1996, acquiert la nationalité française.

## Biographie

### Jeunesse en Suisse
Ronald Curchod est né en 1954 à Lausanne en Suisse. En 1971, à l'âge de 17 ans, il entre en apprentissage à Lausanne dans l'atelier de César Rey et pratique l'illustration en autodidacte. Il obtient un diplôme fédéral en 1974,.

### Carrière en France
En 1975, il part pour la France et en 1979, il s'installe à Toulouse, en tant qu'illustrateur indépendant pour la publicité et de l'industrie. En 1985, il abandonne la publicité et travaille en indépendant pour les milieux culturels. En 1989, il développe un travail plus affirmé d'affichiste et d'illustrations d'auteur, réalise des scénographies de théâtre et des costumes.Poursuit parallèlement une démarche de peintre d'images.
Ronald Curchod reçoit de nombreuses distinctions depuis 1996. En 2005, il devient membre de l'Alliance graphique internationale (AGI).
Il travaille ou a travaillé avec de nombreuses associations ou organismes culturels de la région Midi-Pyrénées : le festival Cinélatino, le festival de Ramonville, le théâtre Garonne, le festival de Toulouse les Orgues, Le Ring (pour laquelle il obtient un prix à la 3e China International Poster Biennial à Hangzhou, en Chine),Les Grands Interprètes, Le Centre de l'Affiche, Théâtre 2 l'Acte, La boutique d'écriture du grand Toulouse, l'association Pronomades, La fondation pour l'art contemporain- espace écureuil (Banque Caisse d'Épargne), le MATOU musée de l'affiche à Toulouse[réf. nécessaire].
Après avoir gagné le prix au Taiwan International Poster Design Award 2006, il y est membre du jury, l'année suivante.
Dans d'autres villes de France, il réalise des affiches pour l'Arsenal de Metz[réf. nécessaire], pour la fête de la musique en 2001 et la fête du graphisme à Paris en 2014. Il a produit des affiches pour l'association « Plus Jamais Ça » en mémoire de la catastrophe à AZF à Toulouse. Il travaille régulièrement pour le musée du Compa, conservatoire de l'agriculture à Mainvilliers[réf. nécessaire].
Cinq expositions rétrospectives de trente ans de travaux de l'auteur a lieu à Toulouse du 22 avril au 29 août 2014, avec l'aide du MATOU (musée de l'affiche de Toulouse). Cinq lieux dans la ville / le Matou / l'espace JOB / IPN / 29 août 2014 / Picto Toulouse.

## Exposition
- Octobre 2015 - mars 2016 : Dreux[11]

## Publications
Les œuvres de Ronald Curchod ont été publiées dans de nombreux ouvrages et catalogues.

## Distinctions
- 1996 : Lauréat du grand prix du 3e concours international d'affiches de théâtre d'Osnabrück (Allemagne)[4]
- 2001 : Lauréat du grand prix du 13e Festival international de l'affiche et du graphisme de Chaumont (France)[4]
- 2004 : Sélectionné au festival Hong Kong International Poster Triennial (Chine)[12]
- 2006 : Lauréat du grand prix du 2e Taïwan International Poster Design (Chine)[4]
- 2007 : Lauréat du grand prix du 3e China International Poster Biennial à Hangzhou (Chine)[4],[13],[7]
- 2008 : Lauréat du grand prix du 21e International Poster Biennial de Varsovie (Pologne)[4]
- 2012 : Lauréat du prix du 5e Yusaku Kamekura International Design à la 10e International Poster Triennial de Toyama (Japon)[14]
- 2012 : Lauréat du grand prix du 12e Biennale internationale de l'Affiche de Mexico (Mexique)[4],[15]
- 2015 :  Pomme d'Or de Bratislava[16], lors de la Biennale d'illustration de Bratislava, pour La nuit quand je dors...
- 2015 : Finaliste du Taïwan International Graphic Design Award (Chine) pour trois de ses affiches ; Cinélatino 2015, Advertising Animal et Yayoï Kusama[17].